# Jules Favre (rugby à XV)
Pour les articles homonymes, voir Jules Favre (homonymie) et Favre.

a Compétitions nationales et continentales officielles uniquement.

b Matchs officiels uniquement.
Dernière mise à jour le 15 juillet 2024.
Jules Favre, né le 22 mars 1999 à La Seyne-sur-Mer (Var), est un joueur français de rugby à XV jouant aux postes de centre ou d'ailier pour le Stade rochelais.
En club, il remporte notamment deux fois la Coupe d'Europe/Champions Cup avec le Stade rochelais en 2022 et 2023.

## Biographie

### Jeunesse et formation
Jules Favre naît le 22 mars 1999 à La Seyne-sur-Mer, mais passe sa jeunesse dans le Doubs, à Morteau,. Il y commence le rugby à l'âge de cinq ans et pratiquait le judo en parallèle jusqu'à ses quinze ans,. Il part ensuite au CREF de la ligue de Bourgogne/Franche-Comté de Rugby au lycée Hippolyte Fontaine de Dijon et jouait avec l'ABCD XV, avant d'intégrer le pôle espoirs de rugby de Dijon quelques années plus tard,. Repéré par des recruteurs du Stade rochelais en février 2017 alors qu'il jouait avec l'ABCD XV, il choisit de rejoindre La Rochelle et signe un contrat avec les Maritimes. Il intègre dans un premier temps l'équipe espoirs avant de vite être intégré au groupe professionnel par Xavier Garbajosa, l'entraîneur rochelais.

### Stade rochelais (depuis 2018)
Le 25 août 2018, Jules Favre joue son premier match en professionnel avec le Stade rochelais, face au FC Grenoble Rugby, à l'occasion de la première journée de Top 14 de la saison 2018-2019. Il entre en jeu à huit minutes de la fin du match et remplace Pierre Aguillon. Lors de cette première saison, il joue dix-sept matchs toutes compétitions confondues, dont huit en tant que titulaire et inscrit deux essais. Durant cette saison, le Stade rochelais accède à la finale du Challenge européen, compétition dans laquelle Jules Favre joue quatre matchs et marque un essai. Cependant, il ne participe pas à la finale perdue contre l'ASM Clermont (36-16). Il participe également à la finale du championnat de France espoirs perdue face à Toulon, où il est titulaire.
Il commence ensuite la saison 2019-2020 comme titulaire au poste d'ailier, et enchaîne les titularisations jusqu'à la mi-saison, période à laquelle la pandémie de Covid-19 vient stopper la saison . À cette période, il prolonge son contrat jusqu'en 2023, en même temps que Tawera Kerr-Barlow et Jérémy Sinzelle, alors qu'il était en fin de contrat,.
La saison suivante, Jules Favre la commence en tant que remplaçant durant les quatre premiers matchs, avant que Jono Gibbes lui donne sa chance et fasse de lui un titulaire indiscutable à l'aile,. Il ne manque que trois matchs dans la saison et participe à la finale de Top 14 perdu face au Stade toulousain. Il n'est pas titulaire pour ce match mais entre rapidement en jeu dès la 22e minute, après la blessure de Brice Dulin,. Le Stade rochelais atteint également la finale de la Coupe d'Europe mais perd encore une fois face à Toulouse, et Jules Favre ne participe pas à ce match.
Durant la saison 2021-2022, Jules Favre enchaîne les matchs et les titularisations, pour la troisième saison consécutive. Il termine la saison avec neuf essais inscrits, faisant de lui le troisième meilleur marqueur du championnat cette saison, derrière Baptiste Couilloud (11 essais) et Ulupano Seuteni (10 essais). Sa très bonne saison lui permet de renouveler son contrat de trois ans supplémentaires, soit jusqu'en 2025, et surtout d'être convoqué plusieurs fois avec l'équipe de France,.

### Carrière internationale
Jules Favre ne compte qu'une seule sélection avec l'équipe de France des moins de 20 ans, lors du Tournoi des Six Nations des moins de 20 ans 2019 où il entre en jeu face à l'Écosse et inscrit par le même occasion son premier essai en bleu.
En janvier 2022, il est appelé avec l'équipe de France pour préparer le Tournoi des Six Nations 2022,. Un mois plus tard, il est sélectionné dans une liste de 42 joueurs pour préparer le match face à l'Écosse. Il ne joue finalement aucun match durant ce tournoi. Quelques mois plus tard, en juin 2022, il est de nouveau appelé avec les Bleus par Fabien Galthié et Raphaël Ibañez, cette fois pour participer à la tournée d'été, au Japon. Il ne connaît pas non plus sa première cape internationale à cette occasion. 
À l'issue de la saison 2023-2024, au mois de juin, il est retenu en équipe de France dans une liste de trente-deux joueurs pour préparer la tournée d'été en Argentine. Cette liste est marquée par l'absence des cadres habituels et la présence de nombreux joueurs sans sélections. Le 10 juillet 2024, il joue sous le maillot national face à l'Uruguay, dans une rencontre non capée disputée par l'équipe de France développement.

## Statistiques
| Saison    | Club            | Championnat | Championnat | Championnat | Compétitions de l'EPCR | Compétitions de l'EPCR | Compétitions de l'EPCR |
| Saison    | Club            | Compétition | Matchs      | Essais      | Compétition            | Matchs                 | Essais                 |
| --------- | --------------- | ----------- | ----------- | ----------- | ---------------------- | ---------------------- | ---------------------- |
| 2018-2019 | Stade rochelais | Top 14      | 13          | 1           | Challenge européen     | 4                      | 1                      |
| 2019-2020 | Stade rochelais | Top 14      | 11          | 2           | Coupe d'Europe         | 1                      | 1                      |
| 2020-2021 | Stade rochelais | Top 14      | 23          | 2           | Coupe d'Europe         | 2                      | -                      |
| 2021-2022 | Stade rochelais | Top 14      | 23          | 9           | Coupe d'Europe         | 5                      | -                      |
| 2022-2023 | Stade rochelais | Top 14      | 20          | 1           | Champions Cup          | 5                      | -                      |
| Total     | Total           | Top 14      | 87          | 15          | Compétitions EPCR      | 17                     | 2                      |

### Internationales
Jules Favre a disputé un seul match avec l'équipe de France des moins de 20 ans et a un inscrit un essai, soit cinq points. Il a pris part au Tournoi des Six Nations des moins de 20 ans en 2019.

## Palmarès

### En club
- Stade rochelais
  - Finaliste du Championnat de France espoirs en 2019
  - Finaliste du Challenge européen en 2019
  - Finaliste de la Coupe d'Europe en 2021
  - Finaliste du Championnat de France en 2021 et 2023
  - Vainqueur de la Coupe d'Europe en 2022 et 2023